# Martijn Bok
Martijn Bok (Best, 8 maart 1973) is een Nederlands tennisspeler en tenniscoach.
Bok was professioneel tennisser sinds 1992 en werd Nederlands kampioen in het mannenenkelspel in 2000 en 2003. Ook won hij driemaal de Nederlandse dubbeltitel en eenmaal de Nederlandse mixed dubbeltitel. Hij was ook driemaal jeugdkampioen van Nederland. Hij haalde eenmaal de derde voorronde van de Australian Open.
Bok speelde jaren in het internationale circuit en behaalde als hoogste ranking op de ATP-lijst de 212e positie. Als dubbelspeler kwam hij tot plaats 204. Hij speelde jaren eredivisietennis in Nederland alsook competitie in Duitsland en België.
Momenteel is Bok werkzaam als fulltime tenniscoach. Hij werkte van 2006 tot begin 2007 met Patty Schnyder. Vanaf februari 2007 tot en met augustus 2007 was hij coach van Nathalie Dechy. Vanaf oktober 2007 tot 2009 werkte hij met de Engelse speelster Laura Robson. Sinds 2019 werkt hij met de Kroatische speelster Petra Martic.

## Overwinningen
Enkelspel
- Nationaal kampioen 2000 en 2003, en finalist in 1995 tegen Rogier Wassen.
- 3x Nationaal Jeugdkampioen (197 t/m 14 jaar; 1989 t/m 16 jaar; 1991 t/m 18 jaar)
- Winnaar Satellite Circuit: Mexico, Thailand 2x, Indonesië
- 2005 winnaar Nationaal ranglijsttoernooi Leimonias Den Haag

Dubbelspel
- 4x Nationaal kampioenschap dubbel